# Muro en Cameros
Muro en Cameros és un municipi situat en la comarca del Camero Viejo, de La Rioja (Espanya).